# エルムステークス
エルムステークスは、日本中央競馬会 (JRA) が札幌競馬場で施行する中央競馬の重賞競走（GIII）である。
競走名の「エルム」はニレ科ニレ属の植物の総称で、日本では特に北日本に多く、街路樹などとして用いられているハルニレを英名から「エルム」と呼んでいる。
正賞は札幌馬主協会会長賞、地方競馬全国協会理事長賞。

## 概要
1996年に、ダート路線（ダートグレード競走）整備の一環として創設された重賞競走。当初の名称は「シーサイドステークス」だったが、1997年より、施行場が函館競馬場から札幌競馬場に変更された際、名称も「エルムステークス」に変更して現在に至る（函館・札幌の開催順が逆転したことによる）。
2009年より国際競走に指定され、外国馬の出走も可能になった。創設時から2011年までは9月、北海道シリーズが短縮された2012年以降は原則8月に開催されるが、2014年のみ7月に開催された。

### 競走条件
以下の内容は、2024年現在のもの。
出走資格：サラ系3歳以上、未出走馬および未勝利馬を除く
- JRA所属馬
- 地方競馬所属馬（3頭まで）
- 外国調教馬（優先出走）

負担重量：別定
- 3歳53kg、4歳以上56kg、牝馬2kg減
- 2023年8月5日以降のGI競走（牝馬限定競走を除く）1着馬3kg増、牝馬限定GI競走またはGII競走（牝馬限定競走を除く）1着馬2kg増、牝馬限定GII競走またはGIII競走（牝馬限定競走を除く）1着馬1kg増
- 2023年8月4日以前のGI競走（牝馬限定競走を除く）1着馬2kg増、牝馬限定GI競走またはGII競走（牝馬限定競走を除く）1着馬1kg増（ただし2歳時の成績を除く）

### 賞金
2024年の1着賞金は3800万円で、以下2着1500万円、3着950万円、4着570万円、5着380万円。

## 歴史
- 1996年 - 「シーサイドステークス」が4歳（現3歳）以上の競走馬による重賞競走として創設、函館競馬場のダート1700mで施行（当初、地方所属馬の出走枠は4頭まで）[6]。
- 1997年
  - 施行場を札幌競馬場に変更[5]。
  - 名称を「エルムステークス」に変更[5]。
- 2007年 - 日本のパートI国昇格に伴い、格付表記をJpnIIIに変更[6]。
- 2009年
  - 国際競走に変更され、外国調教馬は8頭まで出走可能となる[6]。
  - 格付表記をGIII（国際格付）に変更[6]。
  - 地方所属馬の出走枠が4頭から3頭に縮小[6]。
  - この年のみ新潟競馬場のダート1800mで施行。
- 2010年 - 外国調教馬の出走枠が8頭から7頭に縮小[6]。
- 2015年 - 施行日を1回2日目から1回6日目に変更[8]。
- 2017年 - 出走可能頭数を14頭に拡大[9]。
- 2020年 - 新型コロナウイルスの感染拡大防止のため、「無観客競馬」として実施[10]。
- 2021年 - 東京オリンピックの男女マラソン及び競歩が札幌市で開催されることに伴う開催日程の調整により函館競馬場で施行。
- 2025年 - 施行日を2013年以来再び土曜日に変更。

### 歴代優勝馬
コース種別の記載がない距離は、ダートコースを表す。
優勝馬の馬齢は、2000年以前も現行表記に揃えている。
競走名は第1回が「シーサイドステークス」、第2回以降は「エルムステークス」。
| 回数   | 施行日        | 競馬場 | 距離  | 優勝馬             | 性齢 | タイム | 優勝騎手   | 管理調教師 | 馬主                       |
| ------ | ------------- | ------ | ----- | ------------------ | ---- | ------ | ---------- | ---------- | -------------------------- |
| 第1回  | 1996年9月7日  | 函館   | 1700m | キョウトシチー     | 牡5  | 1:45.3 | 菊沢隆徳   | 中尾謙太郎 | （株）友駿ホースクラブ     |
| 第2回  | 1997年9月6日  | 札幌   | 1700m | バトルライン       | 牡4  | 1:43.6 | 武豊       | 松田博資   | （有）社台レースホース     |
| 第3回  | 1998年9月12日 | 札幌   | 1700m | タイキシャーロック | 牡6  | 1:43.7 | 横山典弘   | 土田稔     | （有）大樹ファーム         |
| 第4回  | 1999年9月11日 | 札幌   | 1700m | ニホンピロジュピタ | 牡4  | 1:43.9 | 小林徹弥   | 目野哲也   | 小林百太郎                 |
| 第5回  | 2000年9月2日  | 札幌   | 1700m | シンコウスプレンダ | 牡6  | 1:42.8 | 横山典弘   | 古賀史生   | 安田修                     |
| 第6回  | 2001年9月1日  | 札幌   | 1700m | エンゲルグレーセ   | 牡4  | 1:43.4 | 岡部幸雄   | 新関力     | 三島武                     |
| 第7回  | 2002年8月31日 | 札幌   | 1700m | プリエミネンス     | 牝5  | 1:43.6 | 柴田善臣   | 伊藤圭三   | （有）グランド牧場         |
| 第8回  | 2003年9月6日  | 札幌   | 1700m | アドマイヤドン     | 牡4  | 1:43.8 | 安藤勝己   | 松田博資   | 近藤利一                   |
| 第9回  | 2004年9月4日  | 札幌   | 1700m | パーソナルラッシュ | 牡3  | 1:43.2 | 藤田伸二   | 山内研二   | 深見富朗                   |
| 第10回 | 2005年9月3日  | 札幌   | 1700m | パーソナルラッシュ | 牡4  | 1:44.9 | 藤田伸二   | 山内研二   | 深見富朗                   |
| 第11回 | 2006年9月18日 | 札幌   | 1700m | ヒシアトラス       | 牡6  | 1:43.0 | 横山典弘   | 中野隆良   | 阿部雅一郎                 |
| 第12回 | 2007年9月17日 | 札幌   | 1700m | メイショウトウコン | 牡5  | 1:43.3 | 池添謙一   | 安田伊佐夫 | 松本好雄                   |
| 第13回 | 2008年9月13日 | 札幌   | 1700m | フェラーリピサ     | 牡4  | 1:42.9 | 岩田康誠   | 白井寿昭   | 市川義美                   |
| 第14回 | 2009年9月21日 | 新潟   | 1800m | マチカネニホンバレ | 牡4  | 1:51.1 | 北村宏司   | 藤沢和雄   | 細川益男                   |
| 第15回 | 2010年9月20日 | 札幌   | 1700m | クリールパッション | 牡5  | 1:43.5 | 津村明秀   | 相沢郁     | 横山修二                   |
| 第16回 | 2011年9月19日 | 札幌   | 1700m | ランフォルセ       | 牡5  | 1:44.2 | 横山典弘   | 萩原清     | （有）キャロットファーム   |
| 第17回 | 2012年8月25日 | 札幌   | 1700m | ローマンレジェンド | 牡4  | 1:42.2 | 岩田康誠   | 藤原英昭   | 太田美實                   |
| 第18回 | 2013年8月24日 | 函館   | 1700m | フリートストリート | 牡4  | 1:42.0 | 内田博幸   | 角居勝彦   | H.H.シェイク・モハメド     |
| 第19回 | 2014年7月27日 | 札幌   | 1700m | ローマンレジェンド | 牡6  | 1:41.9 | 岩田康誠   | 藤原英昭   | 太田美實                   |
| 第20回 | 2015年8月16日 | 札幌   | 1700m | ジェベルムーサ     | 牡5  | 1:43.0 | 岩田康誠   | 大竹正博   | （有）キャロットファーム   |
| 第21回 | 2016年8月14日 | 札幌   | 1700m | リッカルド         | 騸5  | 1:43.5 | 黛弘人     | 黒岩陽一   | 岡田牧雄                   |
| 第22回 | 2017年8月13日 | 札幌   | 1700m | ロンドンタウン     | 牡4  | 1:40.9 | 岩田康誠   | 牧田和弥   | 薪浦亨                     |
| 第23回 | 2018年8月12日 | 札幌   | 1700m | ハイランドピーク   | 牡4  | 1:42.0 | 横山和生   | 土田稔     | 島川隆哉                   |
| 第24回 | 2019年8月11日 | 札幌   | 1700m | モズアトラクション | 牡5  | 1:41.9 | 藤岡康太   | 松下武士   | （株）キャピタル・システム |
| 第25回 | 2020年8月9日  | 札幌   | 1700m | タイムフライヤー   | 牡5  | 1:43.4 | C.ルメール | 松田国英   | （有）サンデーレーシング   |
| 第26回 | 2021年8月8日  | 函館   | 1700m | スワーヴアラミス   | 牡6  | 1:44.5 | 松田大作   | 須貝尚介   | （株）NICKS                |
| 第27回 | 2022年8月7日  | 札幌   | 1700m | フルデプスリーダー | 牡5  | 1:44.2 | 丹内祐次   | 斎藤誠     | 小田吉男                   |
| 第28回 | 2023年8月6日  | 札幌   | 1700m | セキフウ           | 牡4  | 1:42.8 | 武豊       | 武幸四郎   | 中辻明                     |
| 第29回 | 2024年8月4日  | 札幌   | 1700m | ペイシャエス       | 牡5  | 1:44.0 | 横山和生   | 小西一男   | 北所直人                   |
| 第30回 | 2025年8月9日  | 札幌   | 1700m | ペリエール         | 牡5  | 1:43.5 | 佐々木大輔 | 黒岩陽一   | 長谷川祐司                 |

## 同名の競走
重賞競走が創設される以前より、同名の特別競走が行われていた。函館競馬場では1988年に900万下条件戦として「シーサイドステークス」が創設され、1990年よりオープン特別として施行。1994年と1995年は地方競馬所属馬が出走可能な指定競走となったため、名称が「シーサイドオープン」に変更された。
札幌競馬場でも従前より「エルムステークス」という名称の特別競走が行われており、1987年までは900万下、1988年から1400万下（1990年以降は1500万下）の条件戦として施行されていた。なお、JRAではこれらの競走を前身としていない。

### エルムステークス（900万下・1400万下・1500万下）
| 施行日        | 競馬場 | 距離    | 条件     | 優勝馬             | 性齢 | タイム | 優勝騎手 | 管理調教師 | 馬主               |
| ------------- | ------ | ------- | -------- | ------------------ | ---- | ------ | -------- | ---------- | ------------------ |
| 1986年6月21日 | 札幌   | 2000m   | 900万下  | メジロルパン       | 牡5  | 2:05.3 | 蓑田早人 | 保田隆芳   | メジロ商事（株）   |
| 1987年7月11日 | 札幌   | 1500m   | 900万下  | ミスタードン       | 牡6  | 1:32.4 | 本田優   | 中尾謙太郎 | 駿和（有）         |
| 1988年6月19日 | 札幌   | 1500m   | 1400万下 | インターカオル     | 牡5  | 1:30.4 | 猿橋重利 | 清田十一   | 渡辺典六           |
| 1989年6月18日 | 札幌   | 1700m   | 1400万下 | オサイチブレベスト | 牡5  | 1:43.8 | 河内洋   | 土門一美   | 野出長一           |
| 1990年6月17日 | 札幌   | 芝1800m | 1500万下 | ユートタイム       | 牡5  | 1:49.0 | 岡潤一郎 | 安藤正敏   | 永井康郎           |
| 1991年6月16日 | 札幌   | 1700m   | 1500万下 | カミノクレッセ     | 牡4  | 1:45.6 | 南井克巳 | 工藤嘉見   | 野上政次           |
| 1992年6月21日 | 札幌   | 1700m   | 1500万下 | ダイカツジョンヌ   | 牝4  | 1:45.6 | 鹿戸雄一 | 相川勝敏   | 加藤豊三           |
| 1993年6月20日 | 札幌   | 1700m   | 1500万下 | ヒデノリード       | 牡4  | 1:42.5 | 斉藤博美 | 斉藤義美   | 大石秀夫           |
| 1994年6月19日 | 札幌   | 1700m   | 1500万下 | ヒシアリダー       | 牡4  | 1:46.1 | 的場均   | 中野隆良   | 阿部雅一郎         |
| 1995年6月18日 | 札幌   | 1700m   | 1500万下 | スーパープレイ     | 牡5  | 1:44.7 | 藤田伸二 | 橋本寿正   | 内田滋三           |
| 1996年6月16日 | 札幌   | 1700m   | 1500万下 | タイキシャーロック | 牡4  | 1:44.4 | 横山典弘 | 土田稔     | （有）大樹ファーム |

出典：netkeiba.com
- 1986年、1987年、1988年、1989年、1990年、1991年、1992年、1993年、1994年、1995年、1996年

### シーサイドステークス、シーサイドオープン（900万下・1400万下・オープン）
競走名は1994年と1995年が「シーサイドオープン」、他は「シーサイドステークス」。
| 施行日        | 競馬場 | 距離    | 条件     | 優勝馬             | 性齢 | タイム | 優勝騎手 | 管理調教師 | 馬主       |
| ------------- | ------ | ------- | -------- | ------------------ | ---- | ------ | -------- | ---------- | ---------- |
| 1988年9月17日 | 函館   | 1700m   | 900万下  | ダイカツネバベント | 牡4  | 1:48.3 | 柴田政人 | 相川勝敏   | 加藤豊三   |
| 1989年8月27日 | 函館   | 芝1800m | 1400万下 | アカネライコウ     | 牡6  | 1:47.8 | 根本康広 | 橋本輝雄   | 関野栄一   |
| 1990年8月26日 | 函館   | 1700m   | オープン | メルシーアトラ     | 牡3  | 1:45.0 | 内山正博 | 小野幸治   | 永井康郎   |
| 1991年8月25日 | 函館   | 1700m   | オープン | カミノクレッセ     | 牡4  | 1:44.8 | 南井克巳 | 工藤嘉見   | 野上政次   |
| 1992年8月30日 | 函館   | 1700m   | オープン | キョウエイスワット | 牡6  | 1:46.3 | 南井克巳 | 清水久雄   | 松岡正雄   |
| 1993年8月29日 | 函館   | 1700m   | オープン | ダイカツジョンヌ   | 牝5  | 1:45.0 | 鹿戸雄一 | 相川勝敏   | 加藤豊三   |
| 1994年9月4日  | 函館   | 1700m   | オープン | マキノトウショウ   | 牡3  | 1:46.5 | 根本康広 | 新関力     | 島宮萬喜   |
| 1995年8月26日 | 函館   | 1700m   | オープン | イブキクラッシュ   | 牡5  | 1:46.8 | 的場均   | 沖芳夫     | （有）伊吹 |

出典：netkeiba.com
- 1988年、1989年、1990年、1991年、1992年、1993年、1994年、1995年